# Marx para principiantes
Marx für Anfänger (die mexikanische Originalausgabe erschien unter dem Titel: Marx para principiantes; in der englischen Ausgabe: Marx for Beginners usw.) ist ein Buch des Mexikaners Rius (Pseudonym für Eduardo del Río; 1934–2017) in Form eines Sachcomics, welches das Leben und die Gedankenwelt von Karl Marx (1818–1883) vorstellt. Die spanischsprachige Originalversion wurde 1972 fertiggestellt und erschien bei Ediciones de Cultura Popular in Mexiko-Stadt. Das Buch bietet eine Einführung in das Studium des Marxismus und zur Person Karl Marx. Es steht in einer Reihe mit gleichgelagerten Buchveröffentlichungen des Autors, die mit dem Cartoon Cuba para principiantes („Kuba für Anfänger“) von 1966 beginnen. Das Buch über Marx wurde in zahlreiche Sprachen übersetzt, auch ins Deutsche.

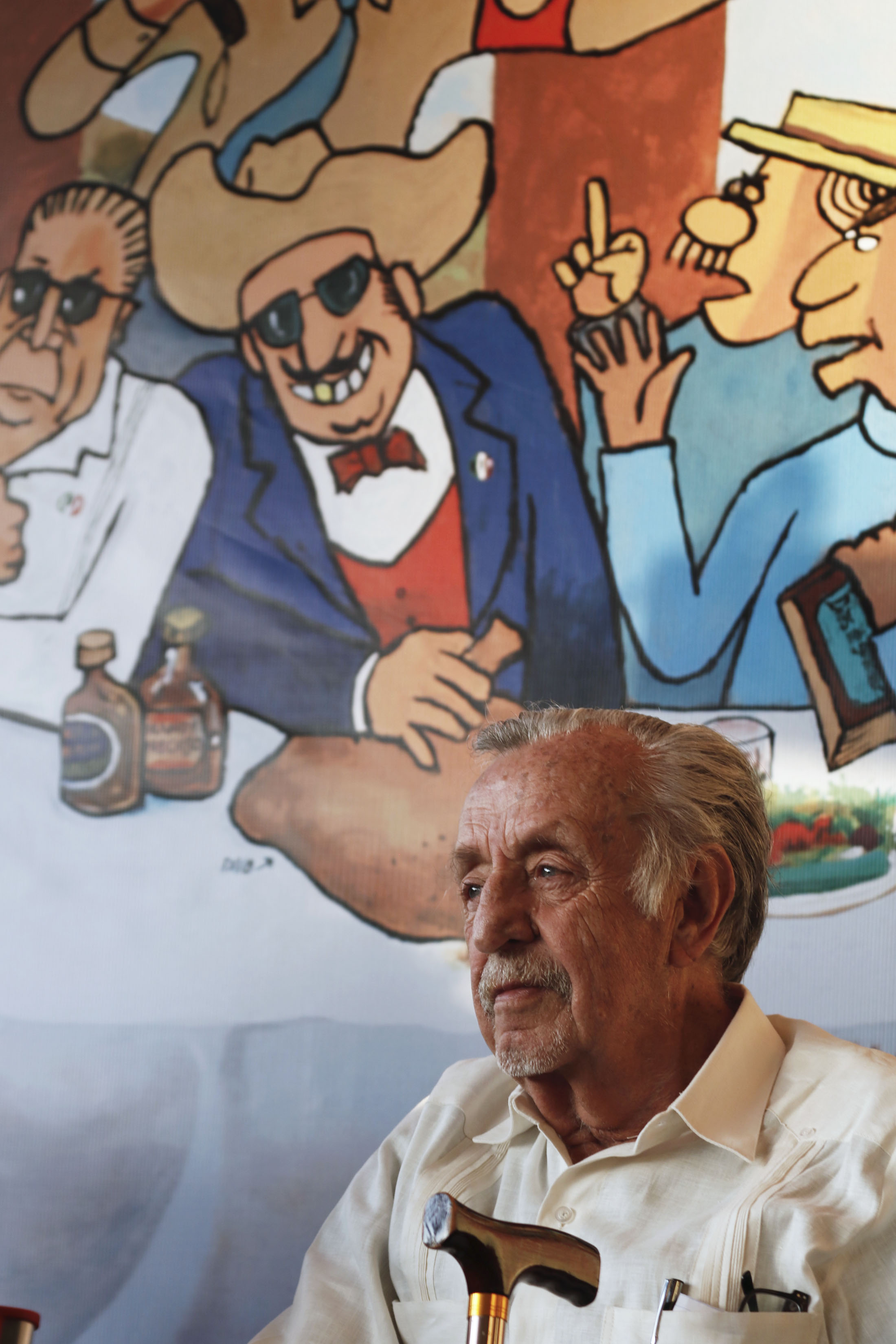
Rius im Jahr 2016

## Inhalt
Der Zweck des von Rius geschriebenen und illustrierten Buches bestand, wie er es in seinem Vorwort erwähnt, darin, „Marx auf eine einfache Form zu bringen“, „eine ‚verdauliche‘ Fassung zu liefern“ und dem Durchschnittsleser einen leicht verständlichen Zugang zu großartigen Ideen zu vermitteln. Aber Marx bleibe „für den gewöhnlichen Leser […] schwer zu verdauen“.
Es behandelt die wichtigsten Einflüsse, wie die von Hegel, Kant, dem Jung- bzw. Linkshegelianer Feuerbach usw., den Kontext seines eher bescheidenen Lebens in Europa und seine Zusammenarbeit mit Friedrich Engels (1820–1895), der wie Marx selbst in London sterben sollte.
Rius erörtert die Werke von Marx, einschließlich Zitaten aus ihnen – wie dem  Kommunistischen Manifest und dem Kapital – und Konzepte aus der Marxschen Philosophie – wie z. B. dialektischer Materialismus, historischer Materialismus, Proletariat, Mehrwert usw. – die Ideen der Philosophen im Laufe der Geschichte und ihre historische Entwicklung, in die solche Konzepte eingebettet waren. Zu den von Rius erwähnten Philosophen gehören: Thales von Milet, Pythagoras, Xenophanes von Kolophon, Heraklit, Empedokles, Anaxagoras, Sokrates, Platon, Demokrit, Aristoteles, Averroës, Avicenna, Bacon, Descartes, Spinoza, John Locke, David Hume, Niccolò Machiavelli.
Rius hat die Ursprünge der marxistischen Philosophie, der Geschichte, der Ökonomie, des Kapitals, der Arbeit, des Klassenkampfes und des Sozialismus zusammengefasst. Er versucht, die Grundlagen seiner Philosophie bekannt zu machen, d. h. die englische klassische Ökonomie, den deutschen Idealismus und die französischen Sozialisten.
Vertreter der sozialistischen Philosophie in Frankreich waren Babeuf, Saint-Simon und Fourier, Blanqui, Proudhon und Louis Blanc, und er war in Paris auch mit russischen Anarchisten wie Bakunin in Kontakt gekommen.
Was den deutschen Einfluss betrifft, so ist in erster Linie Hegel zu nennen. Er übt jedoch scharfe Kritik an Hegels Fehlern vom materialistischen Standpunkt aus.
Schließlich endet das Buch mit einem Glosario (Glossar), in dem Rius Definitionen zu den marxistischen Grundbegriffen gibt.
Der Verfasser Rius war – wie dem „sehr persönlichen Prolog“ (Un muy personal prologo) seines religionskritischen Werkes El supermercado de las sectas (Der Supermarkt der Sekten) zu entnehmen ist – nach dem Einmarsch der Truppen des Warschauer Paktes in Prag 1968 aus der Kommunistischen Partei Mexikos ausgetreten:

„Ich hatte mich noch nicht von meiner Geburt erholt, da war ich schon – unfreiwillig – in eine Sekte eingetreten: Meine Eltern hatten beschlossen, dass ich mein Leben als Katholik beginnen sollte, und nach meiner Erstkommunion beschloss meine Mutter, uns drei Kinder in das Salesianerseminar (eine andere Sekte) zu schicken, aus dem ich zum Glück für die Kirche schmachvoll als Ungläubiger entlassen wurde. Dann, mit dem Verstand auf meiner Seite, schloss ich mich der Sekte an, die sich Kommunistische Partei Mexikos nennt, aus der ich 1968 austrat, als die marxistische Hierarchie in Prag einmarschierte. Seitdem bin ich keiner anderen Sekte mehr beigetreten.
Aber die Sekten sind in mein Leben getreten …“

## Verschiedenes
Basierend auf dem Bilderbuch von Rius haben die Cucumber Studios unter der Regie von Bob Godfrey die animierte Komödie Marx for Beginners geschaffen.